# 赤福大和
赤福 大和（あかふく やまと）は、日本のライトノベル作家。

## 作品リスト
- 共鳴無敵の落ちこぼれ（講談社ラノベ文庫、2014年5月 - 10月、全2巻）イラスト：うらび
- 僕の文芸部にビッチがいるなんてありえない。（講談社ラノベ文庫、2014年8月 - 17年9月、全10巻）イラスト：朝倉はやて
- 下僕ハーレムにチェックメイトです!（講談社ラノベ文庫、2017年5月 - 11月、全2巻）イラスト：むつみまさと
- 高一の春、シリーズ（講談社ラノベ文庫、2018年3月 - 、既刊2巻）イラスト：朝倉はやて

1. 高一の春、僕は世界を滅ぼす彼女（）を癒せない。
2. 高一の春、僕は世界を滅ぼす彼女（）を倒せない。

- 大親友が女の子だと思春期に困る ようこそ1000分の1秒の世界へ!（MF文庫J、2021年4月、単巻）イラスト：さばみぞれ